# جیمز هورمل
جیمز کِیتروود هورمِل (انگلیسی: James Catherwood Hormel؛ زادهٔ ۱ ژانویهٔ ۱۹۳۳) دیپلمات اهل ایالات متحده آمریکا است. وی خیّر و سفیر سابق ایالات متحده آمریکا در کشور لوکزامبورگ بوده است. وی اولین سفیر آشکارا همجنسگرای آمریکا در یک کشور خارجی و یک فعال سرشناس حقوق دگرباشان جنسی در آمریکا است.